# ITF Orlando
Das ITF Orlando ist ein Tennisturnier der ITF Women’s World Tennis Tour, das in Orlando, Florida, ausgetragen wird.

## Siegerliste

### Einzel
| Jahr | Kategorie | Belag     | Siegerin          | Finalgegnerin             | Ergebnis       |
| ---- | --------- | --------- | ----------------- | ------------------------- | -------------- |
| 2013 | $10.000   | Sand      | Maša Zec Peškirič | Michaela Boev             | 0:6, 6:4, 6:1  |
| 2014 | $10.000   | Sand      | Katerina Stewart  | Jelysaweta Jantschuk      | 6:1, 6:1       |
| 2015 | $10.000   | Sand      | Claire Liu        | Fanny Stollár             | 6:1, 6:2       |
| 2016 | $10.000   | Sand      | Katerina Stewart  | Grace Min                 | 6:4, 6:3       |
| 2017 | $25.000   | Sand      | Katarzyna Piter   | Sofia Kenin               | 6:74, 6:2, 6:4 |
| 2017 | $15.000   | Sand      | Marie Bouzková    | Victoria Rodríguez        | 7:5, 5:7, 6:0  |
| 2018 | $25.000   | Sand      | Anhelina Kalinina | Julia Grabher             | 6:2, 3:6, 7:5  |
| 2018 | $15.000   | Sand      | Sophie Chang      | Astra Sharma              | 6:3, 7:66      |
| 2019 | W15       | Sand      | Natasha Subhash   | Tori Kinard               | 6:1, 6:2       |
| 2019 | W25       | Sand      | Arantxa Rus       | Irina Fetecău             | 6:3, 6:2       |
| 2020 | W25       | Hartplatz | Alycia Parks      | Robin Montgomery          | 3:6, 6:4, 6:2  |
| 2021 | W25       | Hartplatz | Katie Swan        | Robin Anderson            | 6:1, 6:3       |
| 2021 | W25       | Sand      | Emma Navarro      | Allie Kiick               | 3:6, 6:2, 6:3  |
| 2022 | W60       | Hartplatz | Zheng Qinwen      | Christina McHale          | 6:0, 6:1       |
| 2022 | W25       | Sand      | Mirjam Björklund  | Alexandra Cadanțu-Ignatik | 6:3, 6:4       |
| 2022 | W60       | Hartplatz | Robin Anderson    | Sachia Vickery            | 7:5, 6:4       |
| 2023 | W25       | Hartplatz | Peyton Stearns    | Robin Montgomery          | 6:2, 6:0       |
| 2023 | W60       | Hartplatz | Kimberly Birrell  | Rebecca Peterson          | 6:3, 6:0       |

### Doppel
| Jahr | Kategorie | Belag     | Siegerinnen                          | Finalgegnerinnen                           | Ergebnis          |
| ---- | --------- | --------- | ------------------------------------ | ------------------------------------------ | ----------------- |
| 2013 | $10.000   | Sand      | Nikola Fraňková Nathália Rossi       | Tetjana Arefjewa Kateřina Kramperová       | 7:5, 2:6, [10:8]  |
| 2014 | $10.000   | Sand      | Catherine Bellis Alexis Nelson       | Sally Peers Natalie Pluskota               | 6:2, 0:6, [11:9]  |
| 2015 | $10.000   | Sand      | Ingrid Neel Fanny Stollár            | Kateřina Kramperová Katerina Stewart       | 6:3, 7:64         |
| 2016 | $10.000   | Sand      | Ulrikke Eikeri Quirine Lemoine       | Ema Burgić Bucko Dia Ewtimowa              | 6:1, 6:3          |
| 2017 | $25.000   | Sand      | Sophie Chand Madeleine Kobelt        | Paula Kania Katarzyna Piter                | 6:3, 3:6, [10:6]  |
| 2017 | $15.000   | Sand      | Emina Bektas Sanaz Marand            | Chiara Scholl Marcela Zacarías             | 6:1, 6:3          |
| 2018 | $25.000   | Sand      | Guo Hanyu Hsu Ching-wen              | Ulrikke Eikeri Ilona Kramen                | 6:3, 3:6, [12:10] |
| 2018 | $15.000   | Sand      | Catherine McNally Whitney Osuigwe    | Dia Ewtimowa Ilona Kramen                  | 6:2, 6:3          |
| 2019 | W15       | Sand      | Allura Zamarripa Maribella Zamarripa | Kimmi Hance Ashlyn Krueger                 | 6:3, 6:1          |
| 2019 | W25       | Sand      | Katharine Fahey Stephanie Wagner     | Carolina Alves Renata Zarazúa              | 4:6, 6:2, [10:7]  |
| 2020 | W25       | Hartplatz | Rasheeda McAdoo Alycia Parks         | Jamie Loeb Erin Routliffe                  | 4:6, 6:1, [11:9]  |
| 2021 | W25       | Hartplatz | Emina Bektas Tara Moore              | Camila Osorio Conny Perrin                 | 7:5, 2:6, [10:5]  |
| 2021 | W25       | Sand      | Anna Rogers Christina Rosca          | Marine Partaud María José Portillo Ramírez | 6:3, 6:1          |
| 2022 | W60       | Hartplatz | Hailey Baptiste Whitney Osuigwe      | Angela Kulikov Rianna Valdes               | 7:67, 7:5         |
| 2022 | W25       | Sand      | Catherine Harrison Maegan Manasse    | Hsieh Yu-chieh Hsu Chieh-yu                | 6:1, 6:0          |
| 2022 | W60       | Hartplatz | Sophie Chang Angela Kulikov          | Hanna Chang Elizabeth Mandlik              | 6:3, 2:6, [10:6]  |
| 2023 | W25       | Hartplatz | Jada Hart Rasheeda McAdoo            | Haruna Arakawa Natsuha Arakawa             | 6:3, 6:3          |
| 2023 | W60       | Hartplatz | Ashlyn Krueger Robin Montgomery      | Arianne Hartono Eva Vedder                 | 7:5, 6:1          |

## Quelle
- ITF Homepage